# Магнетричество
Магнетричество (англ. magnetricity) — ток магнитных монополей (реальных или квазичастиц). Данный эффект получил название по аналогии с электричеством, под которым обычно подразумевают упорядоченное движение заряженных частиц. Существование магнетричества ограниченно существованием самого магнитного монополя, который пока известен исключительно как квазичастица лишь в таких веществах как спиновый лёд (на практике) и конденсат Бозе-Эйнштейна (теоретически).
Впервые группе физиков удалось зафиксировать магнитный ток квазичастиц в спиновом льду из титаната диспрозия в 2009 году.